# Jastrzębska Spółka Kolejowa
Jastrzębska Spółka Kolejowa Sp. z o.o. – polski zarządca infrastruktury kolejowej. Przedsiębiorstwo należy do Jastrzębskiej Spółki Węglowej.

## Charakterystyka
Jastrzębska Spółka Kolejowa została utworzona 1 kwietnia 1998 roku na podstawie uchwały zarządu Jastrzębskiej Spółki Węglowej. Jest właścicielem przekazanych aportem budynków, budowli i urządzeń służących do prowadzenia ruchu kolejowego oraz gruntów, na których  obiekty zlokalizowano. Spółka zarządza oraz udostępnia przemysłowe linie kolejowe o całkowitej długości około 167 kilometrów. Do zarządzanej infrastruktury kolejowej należy 345 rozjazdów, 28 przejazdów kolejowo-drogowych i 28 posterunków ruchu. Dodatkowo świadczy usługi związane z utrzymywaniem i remontowaniem infrastruktury kolejowej, usuwaniem skutków szkód górniczych oraz prowadzeniem działalności szkoleniowej i promocyjnej.
Jako ostatnia na własność spółki weszła należąca do 2011 roku do kopalni KWK Budryk jednotorowa linia kolejowa Knurów – Chudów – Budryk o długości 9,627 km, która w nomenklaturze PLK nosiła numer 863 i jest zelektryfikowana na odcinku Chudów – KWK Budryk. Linia ta łączy się z siecią kolejową PKP PLK na stacji Knurów (linia kolejowa nr 149) i posterunku Chudów (linia kolejowa nr 172) i znajduje się na niej jedna stacja (Ornontowice-Budryk).

## Linie kolejowe JSK
- Linia kolejowa nr 21 Jastrzębie – Boguszowice
- Linia kolejowa nr 22 Borynia – Pawłowice Górnicze
- Linia kolejowa nr 23 Zofiówka - Szeroka
- Linia kolejowa nr 24 Bzie Las – Pniówek
- Linia kolejowa nr 25 Kleszczów – Ciepłownia
- Linia kolejowa nr 27 Knurów – Budryk
- Linia kolejowa nr 28
- Linia kolejowa nr 29

## Użytkownik bocznic
- KWK Budryk – Zwałowisko Knurów
- KWK Knurów - Szczygłowice - Ruch Knurów
- WZK Victoria
- JSW KOKS S.A. - Przyjaźń, Radlin, Jadwiga